# Jan Hof (schrijver)
Jan Hof (Amsterdam, 23 oktober 1928 - Assen, 16 september 2021) was een Nederlandse schrijver en journalist. Hij was onder andere bekend als verslaggever bij Langs de Lijn en als schrijver van de bestseller Frits de Zwerver over verzetsdominee Frits Slomp.

## Levensloop
Hofs ouders kamen uit Drenthe, maar verhuisden in 1927 naar het westen. Hij volgde de middelbare handelsschool in Zaandam. Na de Tweede Wereldoorlog ging hij schrijven voor de communistische krant De Waarheid. Hof werd ontslagen omdat hij nooit de bijeenkomsten van de aan de krant gelieerde CPN bijwoonde. Vervolgens volgde hij de kweekschool om op die manier uitzending in militaire dienst naar Nederlands-Indië te ontlopen. Intussen schreef hij ook voor kranten als Het Vrije Volk en De Telegraaf.
Samen met zijn vrouw Leni maakte hij vanaf 1956 een twee jaar durende wereldreis met scooter en zijspan waarvoor hij uitgebreid in verschillende bladen verslag van deed. Aan het begin van de jaren zestig verhuisde het echtpaar naar het noorden van het land. Hof vond werk bij de Emmer Courant. Na zes jaar werd hij freelancer en deed voornamelijk radiowerk. Zo was hij actief voor de AVRO, de VARA, de KRO en RONO. Het meest bekend werd hij als verslaggever bij Langs de Lijn. In de jaren zestig was hij tevens organisator en presentator op verschillende muziekfestivals in Drenthe.
Hof publiceerde in 1976 zijn eerste boek onder de titel Frits de Zwerver. Het ging over de dominee Frits Slomp, een van de oprichters van de Landelijke Organisatie voor Hulp aan Onderduikers. Later volgden nog elf boeken waaronder een overzichtsboek Verzet 1940-1945, waarvoor prins Bernhard het voorwoord schreef, en het naslagwerk En dan nu uw aandacht voor..., waarin Hof de geschiedenis van het Nederlandse variété beschreef.
Samen met zijn vrouw begon Hof in 2003 de digitale krant Asser Journaal. Met die krant wilde hij de journalistiek pluriformiteit bevorderen nadat er door fusies nog maar een regionale krant was overgebleven. Daarnaast stond hij aan de basis van Stichting De Hofstede. De Hofstede is een theeschenkerij in het Asserbos, waar mensen met een afstand tot de arbeidsmarkt aan werk worden geholpen.

## Persoonlijk
Samen met zijn vrouw Leni Hof-Hoogland kreeg Hof twee dochters. Zijn oudste dochter overleed in 1976 op zevenjarige leeftijd door een auto-ongeluk. Hof was benoemd tot Lid in de Orde van Oranje Nassau. Van de gemeente Assen ontving hij in 2010 de zilveren legpenning.

## Publicaties
- Frits de Zwerver. Twaalf jaar strijd tegen de naziterreur, 1976, Omniboek; ISBN 9789059779389.
- Luizen in de pels van Hitler, 1977, Omniboek; ISBN 9789062071036.
- Niet schieten ... we are Dutch!, 1979, Omniboek; ISBN 9789463450683.
- Met vallen en opstaan. Sjoukje Dijkstra zonder franje, 1981, Omniboek; ISBN 9789062071135.
- Tussen paard en pantser : Jhr. J.J.G. Beelaerts van Blokland (Brig. Gen. b.d.). De cavalerie, het verzet en de Pr. Irene Brigade, 1990, La Rivière & Voorhoeve; ISBN 9789060848890.
- Verzetsomnibus, 1990, La Rivière & Voorhoeve; ISBN 9789060846797.
- samen met Leni Hof-Hoogland, Handboek voor globetrotters. Twaalf groot-reizigers over hun reizen en ervaringen, 1993, Kok Lyra; ISBN 9789024271801.
- Vastberaden in verzet, 1995,  La Riviere & Voorhoeve; ISBN 9789038408224.
- Vrouwen in het verzet 1940-1945. Tot iedere tegenwerking bereid', 1995,  La Riviere & Voorhoeve; ISBN 9789492959812.
- Het Stadskanaalster Achterhuis. Een bijzonder onderduikverhaal uit de oorlogstijd, 1998, Herinneringscentrum Westerbork; ISBN 9789072486165.
- En dan nu uw aandacht voor... Opkomst, glorie en verval van het Nederlandse variété, 2001, Elmar; ISBN 9789038911458.
- De dubbele slag in Arnhem. De KP-kraken van de Koepel en het Huis van Bewaring, 2004, Ten Have; ISBN 9789043508537.